# Santa María del Páramo (kommunhuvudort)
Santa María del Páramo är en kommunhuvudort i Spanien.   Den ligger i provinsen Provincia de León och regionen Kastilien och Leon, i den nordvästra delen av landet, 270 km nordväst om huvudstaden Madrid. Santa María del Páramo ligger 811 meter över havet och antalet invånare är 3 120.
Terrängen runt Santa María del Páramo är platt. Runt Santa María del Páramo är det ganska tätbefolkat, med 100 invånare per kvadratkilometer. Närmaste större samhälle är La Bañeza, 13,5 km sydväst om Santa María del Páramo. Trakten runt Santa María del Páramo består till största delen av jordbruksmark.